# 室谷正裕
室谷 正裕（むろや まさひろ、1956年3月15日 - ）は、日本の国土交通官僚。愛知県総合交通監や、国土交通省交通管制部長、運輸安全委員会事務局長等を経て、北総鉄道代表取締役社長、千葉ニュータウン鉄道代表取締役社長を務めた。

## 人物・経歴
兵庫県多紀郡城東町般若寺（現在の丹波篠山市般若寺）生まれ。兵庫県立篠山鳳鳴高等学校を経て、1979年東京大学経済学部卒業、運輸省入省。運輸省北海道運輸局自動車部長等を経て、1999年愛知県企画部航空監。2000年愛知県企画振興部総合交通監。2001年国土交通省総合政策局交通消費者行政課長。2003年国土交通鉄道局財務課長。
2005年から国土交通省海事局総務課長として45年ぶりとなるモーターボート競走法の大改正を行った。2007年国土交通省航空局飛行場部長。2008年国土交通省航空局空港部長。同年国土交通省航空局管制保安部長。2011年関西国際空港株式会社常務取締役兼執行役員（特命担当）。2012年新関西国際空港株式会社常務取締役。
2013年国土交通省運輸安全委員会事務局長。2014年一般社団法人日本民営鉄道協会常務理事。2017年京成電鉄株式会社常務取締役鉄道本部長、成田高速鉄道アクセス取締役。2018年千葉ニュータウン鉄道株式会社代表取締役社長、北総鉄道株式会社代表取締役社長。2020年京成電鉄株式会社専務取締役鉄道本部長。2023年北総鉄道株式会社代表取締役会長。

## 著書
- 『新時代の国内観光―魅力度評価の試み』運輸政策研究機構 1998年